# Hydrox
Hydrox este o prăjitură tip sandwich cu ciocolată umplută cu cremă albă, deținută și produsă de compania Leaf Brands. A apărut în Statele Unite ale Americii în 1908 și a fost produsă de către compania Sunshine Biscuits timp de peste 90 de ani. Hydrox a fost întrerupt în mare parte în 1999, la trei ani după ce Sunshine a fost achiziționată de către compania Keebler, care a fost achiziționată ulterior la rândul ei de compania Kellogg's. În septembrie 2015, produsul a fost reintrodus pe piață de compania Leaf Brands.
Compania Oreo a fost înființată în anul 1912 ca o imitație a lui Hydrox, dar aceasta i-a depășit într-un timp extrem de scurt pe Hydrox în popularitate, ceea ce a dus la faptul ca prăjiturile Hydrox să fie percepute de mulți ca și un Oreo off-brand. În comparație cu Oreo, prăjiturile Hydrox au o umplutură mai puțin dulce și o coajă de prăjituri mai crocantă, care se umezește mai puțin când este scufundată în lapte.

## Istorie
În 1908, crearea prăjiturii a fost inspirată de „puritate și bunătate”, cu un nume derivat din elementele de hidrogen și oxigen din molecula de apă, dar acesta a fost perceput de mulțimi mai mult ca și un nume de „medicament” deoarece folosea termeni chimici, ca în cazul produselor medicale de la vremea respectivă.

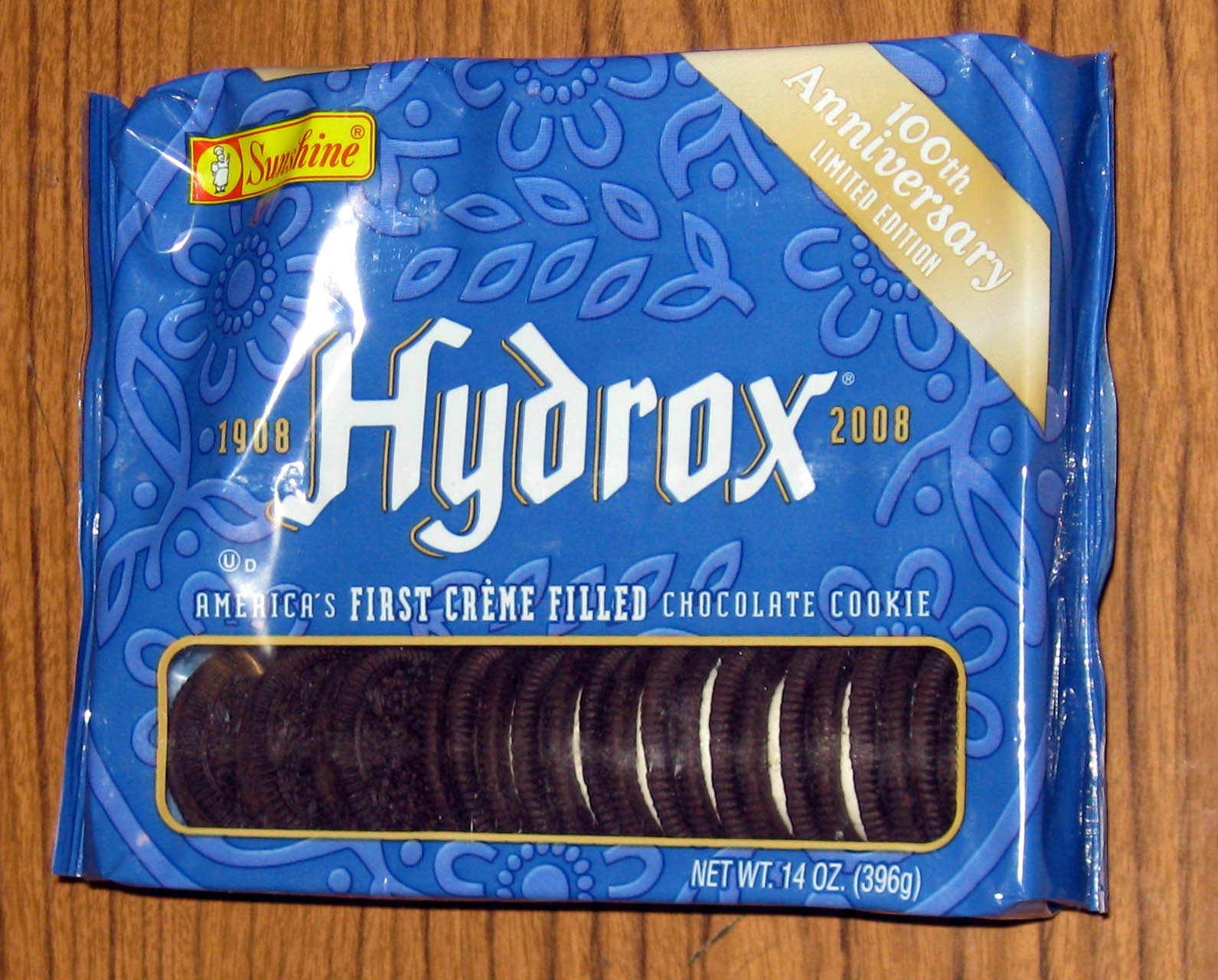
Pachet „Centenial” de fursecuri Hydrox cu eticheta Sunshine

Compania Sunshine Biscuits a fost achiziționată de Keebler în anul 1996, iar în anul 1999, Keebler a înlocuit prăjiturile Hydrox cu un produs similar, dar cu denumirea schimbată în „Droxies”. Keebler a fost achiziționat de Kellogg's în 2001, iar Kellogg's a scos prăjiturile Droxies de pe piață în anul 2003. Compania Kellogg's a comercializat apoi o prăjitură sandviș similară, cu ciocolată, sub marca Famous Amos, împreună cu prăjituri tip sandwich cu alte arome, dar a întrerupt și linia de producție a acestora după un timp.
La cea de-a 100-a aniversare a prăjiturii, compania Kellogg’s a reluat distribuția Hydrox sub eticheta Sunshine la sfârșitul lunii august 2008, ca răspuns direct la 1300 de apeluri telefonice de la fanii prăjiturilor, precum și la o petiție online cu 1000 de semnături, un site web pentru fanii Hydrox cu eseul „Nonconformists don’t eat Oreos” („Nonconformiștii nu mănâncă Oreo”), care avea zeci de postări pe forum, cerând reluarea producției. Prăjiturile au reapărut pe piață la nivel național pentru o perioadă limitată de timp, dar la mai puțin de un an mai târziu, compania Kellogg's a scos prăjiturile Hydrox de pe site-ul lor web.
Franciza de înghețată Carvel a vândut produse de înghețată fabricate cu firimituri de prăjituri Hydrox până în 2012. Carvel a profitat de statutul de mâncare cușer al prăjiturii ca diferențiator pe piață, deoarece rețeta originală Oreo folosea untură — ingredient care contravine tradițiilor iudaice. Prăjiturile nu au fost marketate specific după nume pe site-ul web Carvel, dar au fost identificate ca „hydrox” [sic] pe afișele din magazine. Carvel folosește în prezent fursecuri Oreo în produsele sale de înghețată.
În anul 2014, compania Leaf Brands a înregistrat marca comercială de prăjituri „Hydrox”, care fusese abandonată de fostul proprietar Kellogg’s. Compania Leaf Brands a început apoi producția propriei sale versiuni de prăjitură Hydrox pe data de 4 septembrie 2015, la unitatea companiei din California. În 2017, rețeta a fost schimbată pentru a exclude aromele artificiale care au fost utilizate în producția prăjiturilor Hydrox timp de 50 de ani, iar compania a obținut certificarea non-OMG.
Compania Leaf Brands a depus o plângere la Comisia Federală pentru Comerț din SUA în 2018, împotriva companiei Mondelez International, care era producătorul de prăjituri Oreo, pentru că a ascuns prăjiturile Hydrox de clienți pe rafturile magazinelor.

## Vezi si
- Oreo